# Шипицыно (Котласский район)
Шипи́цыно — посёлок городского типа в Котласском районе Архангельской области Российской Федерации. Административный центр Шипицынского городского поселения.

## География
Посёлок расположен в 7 км к северо-западу от Котласа, на левом берегу реки Северная Двина. Через посёлок проходит автодорога, связывающая Котлас с Архангельском. Ближайшая железнодорожная станция Ядриха находится в 9 км к югу от посёлка.

## История
Статус посёлка городского типа с 1950 года.

## Население
| 1959  | 1970  | 1979  | 1989  | 2002  | 2009  | 2010  | 2011  | 2012  |
| ----- | ----- | ----- | ----- | ----- | ----- | ----- | ----- | ----- |
| 5653  | ↘5267 | ↘4820 | ↘4795 | ↘3930 | ↘3578 | ↘3452 | ↘3425 | ↘3422 |
| 2013  | 2014  | 2015  | 2016  | 2017  | 2018  | 2019  | 2020  | 2021  |
| ↗3423 | ↗3432 | ↘3412 | ↗3441 | ↗3460 | ↘3426 | ↘3397 | ↘3377 | ↗3380 |
| 2023  |       |       |       |       |       |       |       |       |
| ↗3560 |       |       |       |       |       |       |       |       |

## Экономика
Дорожное ремонтно-строительное управление.

## Образование
- Муниципальное образовательное учреждение «Шипицынская средняя общеобразовательная школа».
- ГБПОУ АО «Шипицынский агропромышленный техникум»
- МОУ ДОД «Детская школа искусств № 26».
- МУК «Шипицынский информационно культурный центр»
- МОУ ДОД «Центр дополнительного образования детей»

## Культура, спорт
Дом культуры, дом творчества, музыкальная школа, библиотеки для детей и взрослых, ДЮСШ, стадион.

## Достопримечательности
- Обелиск землякам, погибшим в Великой Отечественной войне.

## Известные жители
- Светлана Николаева — российская лыжница